# Сан-Жуан-ду-Полезини
Сан-Жуан-ду-Полезини (порт. São João do Polêsine) — муниципалитет в Бразилии, входит в штат Риу-Гранди-ду-Сул. Составная часть мезорегиона Западно-центральная часть штата Риу-Гранди-ду-Сул. Входит в экономико-статистический микрорегион Рестинга-Сека. Население составляет 2955 человек на 2006 год. Занимает площадь 85,633 км². Плотность населения — 34,5 чел./км².

## География
Климат местности: субтропический гумидный.

## Палеонтология
В отложениях позднего триасового периода (карнийский ярус) в окрестностях Сан-Жуан-ду-Полезини обнаружены ископаемые остатки завроподоморфного динозавра Buriolestes и динозавроморфа Ixalerpeton. Типовой вид Ixalerpeton polesinensis назван в честь города в 2016 году.

## История
Город основан 20 марта 1992 года.

## Статистика
- Валовой внутренний продукт на 2003 составляет 25.638.067,00 реалов (данные: Бразильский институт географии и статистики).
- Валовой внутренний продукт на душу населения на 2003 составляет 8.967,50 реалов (данные: Бразильский институт географии и статистики).
- Индекс развития человеческого потенциала на 2000 составляет 0,804 (данные: Программа развития ООН).